# Giorgio Prosperi
Giorgio Prosperi, né à Rome le 1er janvier 1911, et mort dans la même ville le 21 janvier 1997, est un réalisateur, scénariste, critique dramatique, dramaturge et auteur de télévision italien. Il contribue de 1948 à 1974 pour près de 50 films au cinéma italien.

## Biographie
Giorgio Prosperi a été un étudiant de Silvio D'Amico.

## Filmographie partielle

### Comme scénariste
- 1951 : Demain est un autre jour (Domani è un altro giorno) de Léonide Moguy
- 1952 : Le Manteau (Il cappotto) d'Alberto Lattuada
- 1952 : La Fille du diable (La figlia del diavolo) de Primo Zeglio
- 1953 : Nous les femmes (Siamo donne) de divers réalisateurs
- 1953 : La Maison du silence (La voce del silenzio) de Georg-Wilhelm Pabst
- 1954 : Senso de Luchino Visconti
- 1954 : Scandale à Milan (Difendo il mio amore) de Giulio Macchi
- 1958 : Le ciel brûle (Il cielo brucia)  de Giuseppe Masini
- 1959 : Été violent (Estate violenta) de Valerio Zurlini
- 1960 : L'Ange pourpre (The Angel Wore Red) de Nunnally Johnson
- 1962 : Sodome et Gomorrhe (Sodoma e Gomorra) de Robert Aldrich et Sergio Leone
- 1962 :  La Flèche d'or (L'arciere delle mille e una notte) d'Antonio Margheriti